# Bitzer
Bitzer SE er en tysk virksomhed indenfor køle- og klimateknik og med hovedkvarter i Sindelfingen, Baden-Württemberg.
Martin Bitzer grundlagde virksomheden i 1934 som „Apparatebau für Kältetechnik“.
I 2022 var omsætningen på 983 mio. euro og der var 4.095 ansatte fordelt på 75 afdelinger.